# Westbindung
La Westbindung, ou Westintegration, est la politique menée par Konrad Adenauer, premier chancelier de RFA, consistant à intégrer l'Allemagne de l'Ouest dans le bloc de l'Ouest mené par les États-Unis.
Les mesures prises ont été les suivantes :
- accord de Petersberg (1949)
- adhésion à la Communauté européenne du charbon et de l'acier (1951)
- accords de Bonn (1952)
- adhésion à la Communauté européenne de défense (1952, mais échec en 1954)
- adhésion à l'Union de l'Europe occidentale (1955)
- adhésion à l'OTAN (1955)
- adhésion à la Communauté économique européenne et à Euratom (1958)
- traité de l'Élysée (1963)